# Domenico Trezzini

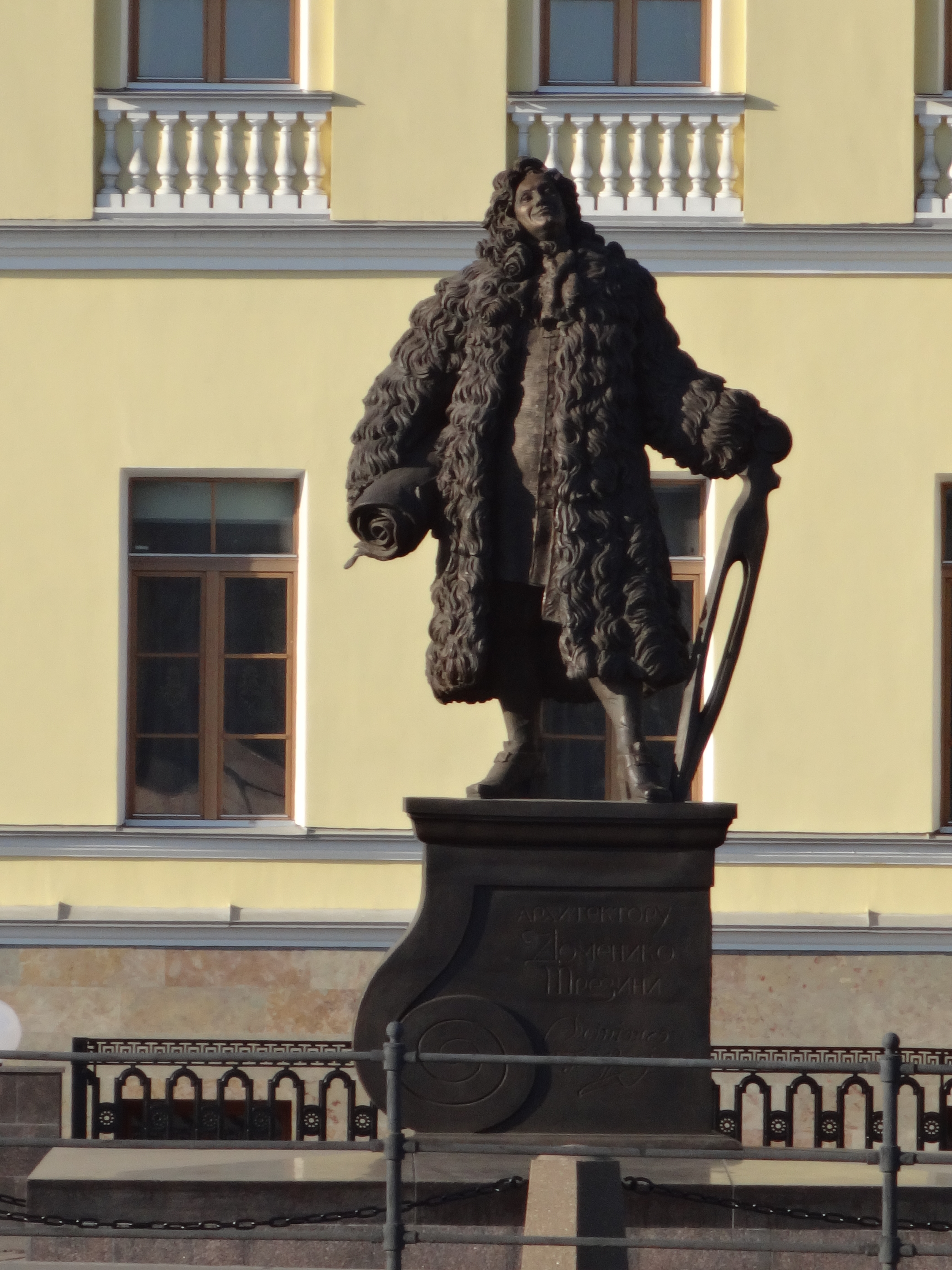
Trezzinův památník

Domenico Trezzini (1670?, Astano, Švýcarsko – 2. března 1734, Petrohrad, Rusko) byl švýcarsko-italský barokní architekt, jenž dal vzniknout baroknímu architektonickému stylu „petrovského baroka“, používaného v Rusku v době vrcholného období baroka.

## Život
Domenico Trezzini se narodil ve Švýcarsku, v Astanu poblíž Lugana v nynějším kantonu Ticino. Učil se pravděpodobně v Římě. Poté pracoval v Dánsku, kde byl spolu s dalšími architekty představen ruskému carovi Petru Velikému, aby navrhl budovy Petrem nově založeného hlavního města Ruského impéria, Petrohradu. Od založení města roku 1703 postavil nejvýstavnější budovy města. Petropavlovská pevnost s katedrálou sv. Petra a Pavla, budova Dvanácti kolegií nebo Letní palác a Zimní palác patří mezi jeho největší díla. Účastnil se též návrhů a založení kláštera Alexandra Něvského a pevnosti Kronštatu.
Samotný car byl nejen velkorysým zadavatelem Trezziniho díla, ale stal se i jeho přítelem. Mezi jiným byl i kmotrem Trezziniho syna Pietra Antonia (rovněž budoucího architekta).

## Galerie

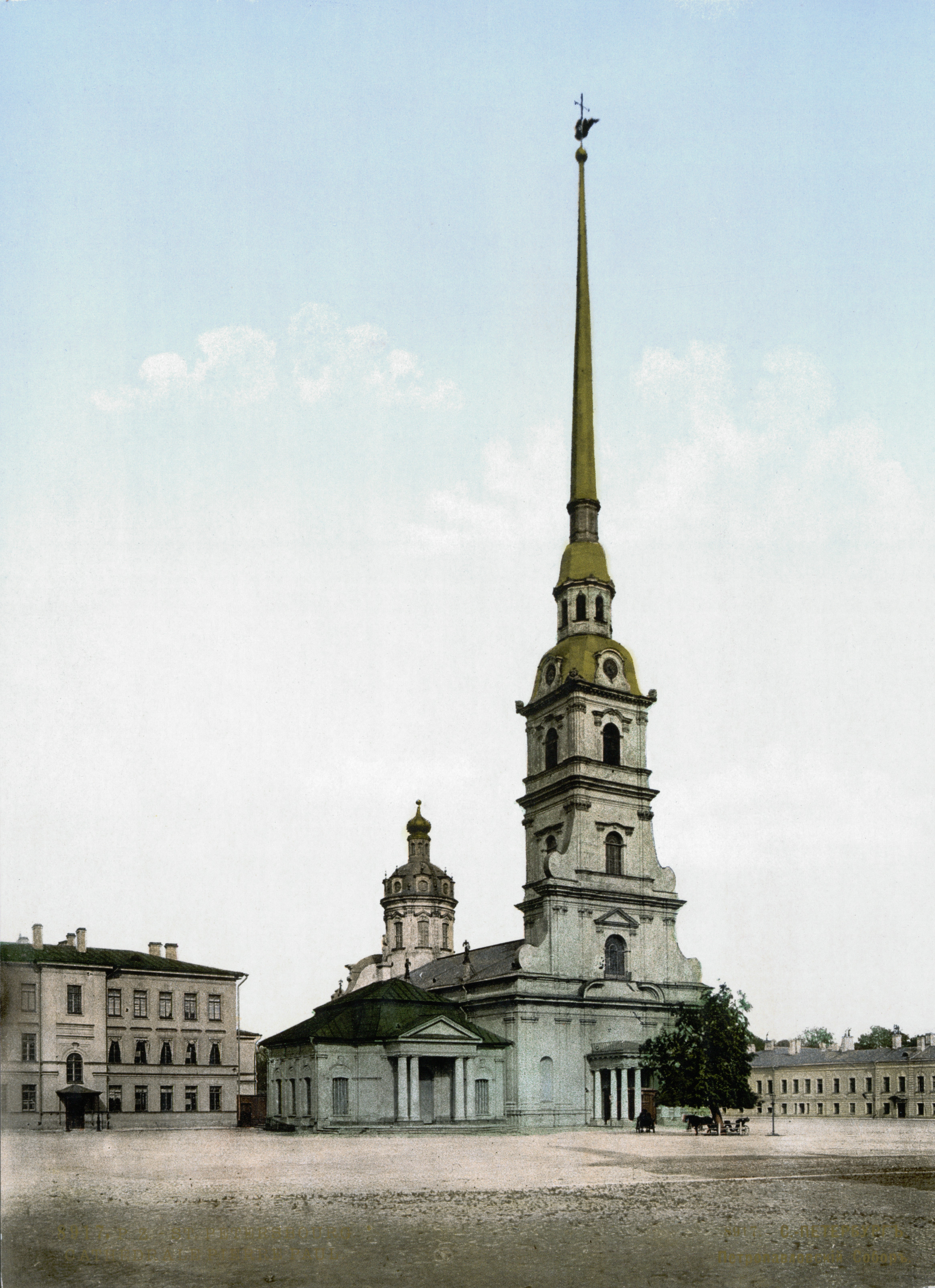
Nejznámější dílo Trezziniho: katedrála sv. Petra a Pavla v Petropavlovské pevnosti, Petrohrad
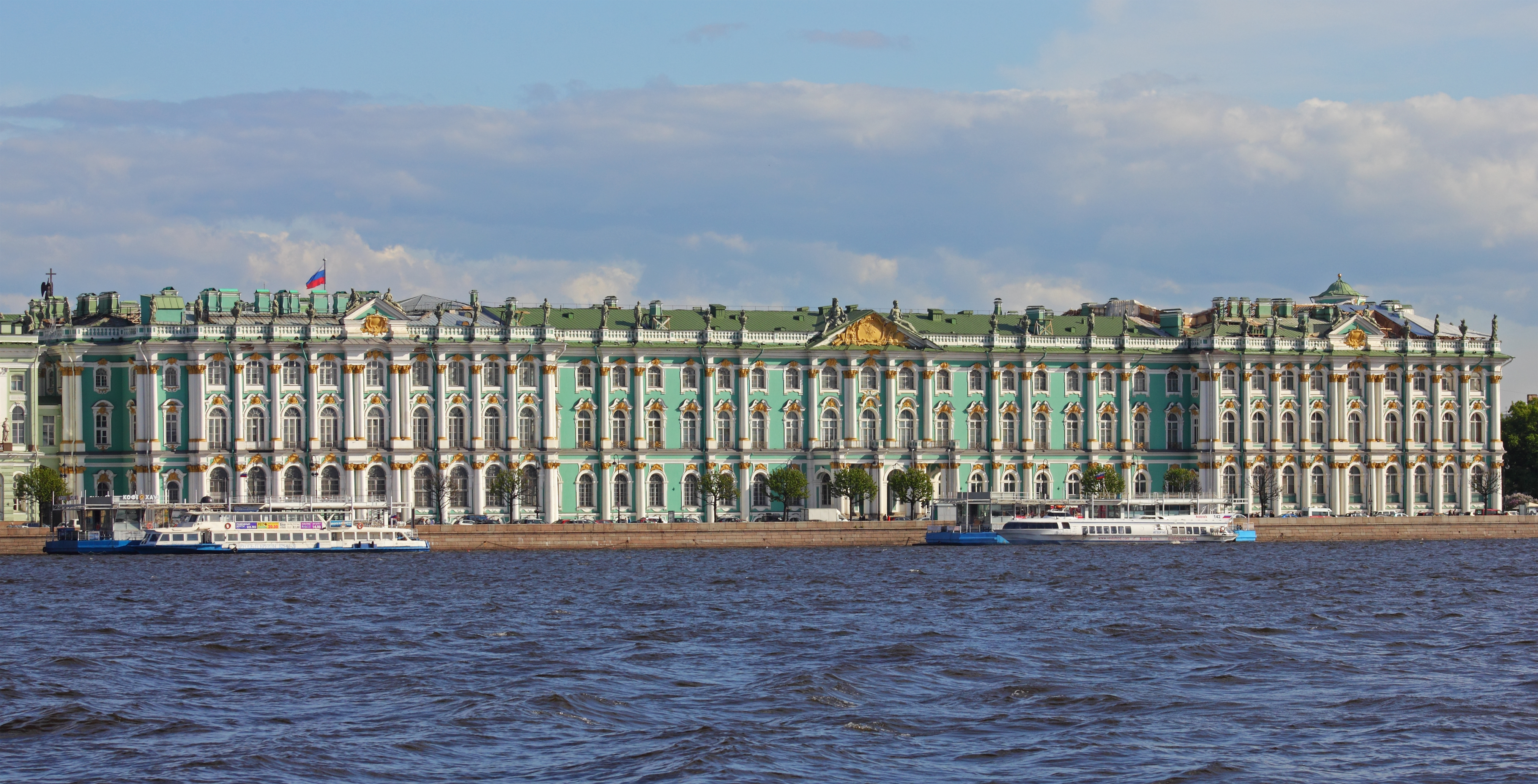
Zimní palác